# Инсадон

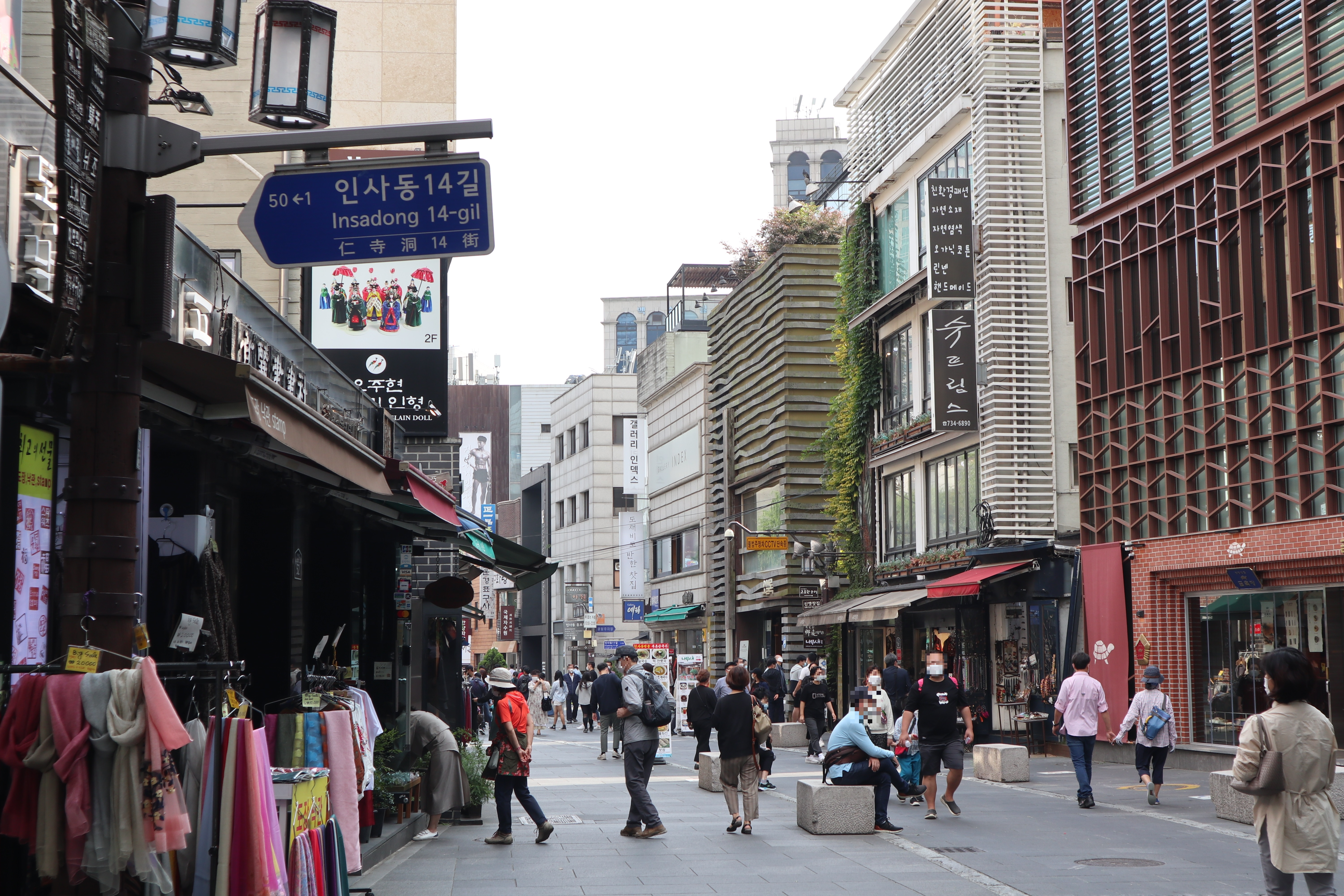

Инсадон (кор. 인사동) — дон (квартал) в районе Чонно в городе Сеуле, Корея. Главная улица квартала — Инсадонкиль — соединена со множеством переулков, ведущих вглубь района. На улице присутствуют современные галереи и чайные лавки. Раньше здесь располагался самый большой рынок антиквариата и произведений искусства в Корее.
Инсадон является уникальным районом Сеула, который демонстрирует культурную историю Кореи. Большинство традиционных зданий первоначально принадлежало купцам и чиновникам. Можно также увидеть некоторые резиденции, построенные для отставных правительственных чиновников в период Чосон. Большинство старых зданий сейчас используются как рестораны или магазины. Среди исторически значимых зданий, расположенных в этом районе: бывшая королевская резиденция Унхёнгун, буддийский храм Чогеса, а также одна из старейших пресвитерианских церквей Кореи.